# Charles Shaw (Sänger)
Charles Shaw (* 4. Juli 1960 in Houston, Texas) ist ein US-amerikanischer Sänger.

## Leben
Shaw kam 1978 mit der US Army nach Deutschland. Als eine der Originalstimmen der Pop-Band Milli Vanilli und dem Song Girl You Know It’s True (neben Johnny Davis und Brad Howell) wurde jedoch nur seine Stimme bekannt. Der Song wurde 21 Mio. mal verkauft und erhielt sogar einen Grammy, welcher jedoch aberkannt wurde, als man im Nachhinein feststellte, dass die Originalstimmen nicht den beiden Vordergrundakteuren Robert und Fabrice gehörten. Seine erste eigene Single war als LP zu haben und hatte den Titel Hey You.
Charles Shaw hat zusammen mit Silvia Brown an der Musik zum Film „Bony a Klid“ mitgearbeitet. Durch seine Zusammenarbeit mit dem Musiker Ondřej Soukup sind die Lieder „I Leave It Up To You“, „Right on my pillow“ und „Hold Me Baby“ entstanden. Der Film „Bony a Klid“ ist in Deutschland auch unter dem Titel Der Boss kennt auch den Staatsanwalt bekannt. Die Lieder wurden im Jahr 1986 geheim in Prag in der damaligen Tschechoslowakei aufgenommen.
Charles Shaw trat am 13. Oktober 2012 bei der deutschen Fernsehshow Das Supertalent auf, um seine Stimme dort zu präsentieren und um das Gesicht der Stimme hinter dem Song von Milli Vanillis „Girl You Know It’s True“ zum Vorschein zu bringen.